# Sekularyzm żydowski
Żydowski sekularyzm odnosi się do sekularyzmu w kontekście szczególnie żydowskim, oznacza definiowanie żydowskości bez uciekania się do religii. Żydowskie ideologie świeckie pojawiły się po raz pierwszy w drugiej połowie XIX wieku, a apogeum swoich wpływów osiągnęły w okresie międzywojennym.

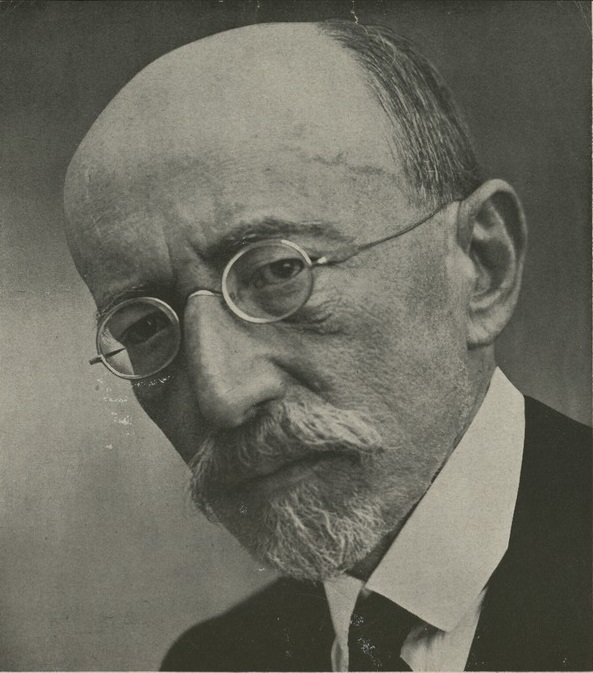
Aszer Cwi Ginsberg, jeden z najwybitniejszych ideologów żydowskiego sekularyzmu.

## Historia

### Żydzi, a sekularyzacja
Marranowie w Hiszpanii, którzy zachowali pewne poczucie tożsamości żydowskiej i alienacji, będąc formalnie katolikami, do pewnego stopnia antycypowali europejski proces sekularyzacji. Ich diaspora poza Iberią zjednoczyła wierzących katolików, powracających do judaizmu (z obu powodów, rzadko w pełni zadowolonych ze swoich religii) i deistów w jednym „narodzie marrano”. Baruch Spinoza, zwiastun świeckiej epoki, opowiadał się za zanikiem religijnej kontroli nad społeczeństwem i przeniesieniem wiary w sferę prywatną. Jednak jego pojęciom brakowało czegoś specyficznie żydowskiego: wierzył, że bez prawa ceremonialnego definiującego Żydów ich zbiorowe istnienie w końcu ustanie, co uważał za mile widziane. Nie ma dowodów na to, że zachował poczucie żydostwa po wydaniu na niego cheremu w 1656 roku. Rozluźnienie religijne i akulturacja, powszechne wśród hiszpańskich wygnańców, zaczęły pojawiać się wśród Aszkenazyjczyków w Europie Środkowej, gdy zamożni Żydzi dworscy wkroczyli do społeczeństwa chrześcijańskiego.
Pod koniec XVIII wieku żydowska autonomia gminna została stopniowo zniesiona przez powstające scentralizowane państwa Europy, a wraz z nią autorytet rabinów i strażników do karania odstępców. Akulturacja, fragmentaryczna integracja i, co mniej ważne, myśl Oświecenia, wszystko to szybko kruszyło tradycyjne przestrzeganie. Wraz z osłabieniem chrześcijaństwa tradycyjna rola Żydów jako upokorzonych świadków jego prawdy nie była już polityczną maksymą, a absolutystyczni władcy zastanawiali się, jak uczynić z nich pożytecznych poddanych. Żydowscy intelektualiści, członkowie nowej, nierabinicznej, zsekularyzowanej elity, również próbowali rozwiązać współczesne problemy. Radykalni żydowscy oświeceniowcy, tacy jak Saul Ascher, Lazarus Bendavid i Perez Peter Beer, zasugerowali, że judaizm należy zredukować do niewiele więcej niż deizmu. Jednak nawet ich argumenty opierały się na koncepcji boskiego objawienia mając na celu przywrócenie religii do starożytnej, „czystej” wersji, zanim przykazania Boże zostały rzekomo zepsute przez irracjonalne dodatki.
Ostatecznie ograniczenia emancypacji w Europie Środkowej i Zachodniej, chęć tolerowania Żydów jako wyznania podobnego do chrześcijaństwa i odrzucenie wszelkich śladów autonomii korporacyjnych, sprawiły, że modernizacja i sekularyzacja znalazły wyraz w wyznaniu judaizmu. Ograniczało się to do sfery prywatnej, podczas gdy Żydzi mieli podporządkować się normom obywatelskim w sferze publicznej i identyfikować się z państwem narodowym w sferze politycznej, często jako „obywatele wiary mojżeszowej”. Synagoga, życie rodzinne i kwestie stricte religijne – rozróżnienie między sferami „świeckimi” i „religijnymi”, importowane z chrześcijaństwa, było obce tradycji żydowskiej – były jedynymi miejscami, w których można było wyrazić żydowskość. Powstający ruch reformatorski radykalnie zmienił religię, aby można było ją dostosować do współczesnych okoliczności. Tradycjonaliści, łącząc się w samoświadomą ortodoksję, po cichu tolerowali zmiany, przymykając oko na pozbawioną zasad luźność. W modernistycznych kręgach ortodoksji chwalono nawet akulturację.
Badacze „Nauki judaizmu”, którzy wprowadzili krytyczne metody akademickie do badania historii Żydów, obalili tradycyjną interpretację, ale rzadko interesowali się alternatywami dla zsekularyzowanych, nowoczesnych Żydów. Gardzili nawet wysiłkami reform religijnych, czy to radykalnej, czy konserwatywnej, i wielu było przekonanych, że judaizm jest skazany na rozproszenie; Moritz Steinschneider powiedział kiedyś, że ich celem było „należyte pogrzebanie zwłok judaizmu”. Całkowita apatia religijna była powszechna wśród XIX-wiecznych Żydów, ale nie towarzyszyła jej żadna pozytywna żydowska tożsamość. Dzieci takich ludzi często nawracały się na chrześcijaństwo.

### Powstanie i rozkwit żydowskiego sekularyzmu
Dopiero w Europie Wschodniej końca XIX wieku narodziła się nowa, pozytywna i świecka definicja egzystencji Żydów. Żydzi z Europy Wschodniej, stanowili wówczas ponad 90% światowej społeczności żydowskiej, byli zdecydowanie nieakulturowani: w 1897 roku 97% zadeklarowało jidysz jako swój język ojczysty, a tylko 26% potrafiło czytać alfabet rosyjski. Hebrajski pozostał językiem literatury, a tradycyjna edukacja była normą; z 5,2 mln Żydów tylko 21308 uczęszczało w 1880 r. do szkół państwowych. Cierpiąc z powodu poważnej dyskryminacji, pozostali odrębną grupą korporacyjną i etniczną. Procesy sekularyzacji były powolne: radykalni oświeceniowcy, głoszący obywatelską integrację i modernizację, musieli zmagać się z dobrze ugruntowanym rabinicznym przywództwem, które cieszyło się niewiele kwestionowanym prestiżem. W przeciwieństwie do ich wyemancypowanych braci na Zachodzie, ich żydowskość była oczywista i bezrefleksyjna. Na tej „grubej” warstwie etniczności, praktycznie bez alternatywnej kultury wysokiej, do której można by się asymilować, powolny rozpad życia społeczności i ekspozycja na współczesne pojęcia pozwoliły raczej na adaptację niż marginalizację. W latach 70. i 80. XIX wieku kilka żydowskich ruchów narodowych połączyło się w Europie Wschodniej, czemu towarzyszył literacki renesans hebrajskiego i jidysz. W tandemie młodzi intelektualiści posunęli się do radykalnie nowego rozumienia tożsamości żydowskiej.
Najwybitniejszym z nich, powszechnie uważanym za ojca żydowskiego sekularyzmu, był Aszer Hirsz Ginsberg, znany pod pseudonimem Ahad Ha’am. W przeciwieństwie do innych myślicieli narażonych na wpływy sekularyzacji, nie starał się unikać ich implikacji, ale stawić im czoła, zachowując pełną ciągłość z żydowską przeszłością. Zrozumiał, że dyskurs teologiczny, który definiował Żydów, wkrótce straci znaczenie, najpierw dla młodych i wykształconych, a później dla większości. Podczas gdy inni ignorowali ten temat, Ginsberg nakreślił rewolucyjne rozwiązanie, czerpiąc w szczególności ze społecznego darwinizmu Herberta Spencera. Zrezygnował całkowicie z kwestii objawienia, która tak bardzo dotyczyła żydów ortodoksyjnych i reformowanych na Zachodzie, oraz kwestii boskiego wyboru. Według jego świeckiego, agnostycznego poglądu, lud powstał sam z siebie, a nie dzięki interwencji Boga; napędową, ożywczą siłą żydowskiej historii nie było przekazywanie nauk Bożych przez pokolenia, ale twórcze instynkty i „duch narodowy” Żydów. Opisał siebie i podobnie sobie myślących w 1898 roku słowami: Wolnomyślący Żyd, który kocha swój naród, jest nacjonalistycznym panteistą. Widzi twórczość ducha narodowego od wewnątrz, gdzie wierzący widzi jedynie siłę wyższą interweniującą z zewnątrz.
Ahad Ha’am nie był jedynym i wcale nie najbardziej radykalnym, który promulgował kulturowo-narodową koncepcję żydostwa. Jego surowy krytyk Micha Josef Berdyczewski, będący pod silnym wpływem Nietzschego, szukał „przewartościowania wartości” i głosił zerwanie z przeszłością. Ginsberg bardzo cenił tradycję, uważając ją nie za zbiór boskich przykazań stojących na własnych prawach, ale za zbiór zwyczajów mających na celu konsolidację ludzi, które można dostosować lub porzucić w oparciu o te same względy (ten instrumentalny pogląd na prawo żydowskie został przyjęty przez wielu świeckich ideologów, a nawet nauczany jako oparty na faktach historycznych). Szymon Dubnow, kolejny wybitny intelektualista szkoły kulturalno-narodowej, miał szczególny wpływ na rozwój świeckiej historiografii żydowskiej. Badacze „Nauki judaizmu” w Niemczech, głównie Heinrich Graetz, sekularyzowali rabiniczny pogląd na przeszłość, ale utrzymywali na ten temat religijny pogląd. W pracy Dubnowa, stanowiącej podstawę dla wszystkich świeckich historyków, naród żydowski był „organizmem psychologicznym”, w którym każdy był „komórką”, która była przepojona pierwotnym instynktem tworzenia zbiorowych instytucji. Dubnow i jego zwolennicy opowiadali się za autonomią osobistą dla Żydów w Rosji. Jeszcze innym myślicielem, którego filozofia bardziej wyraźnie zajmowała się tylko wschodnioeuropejskimi Żydami, był Chaim Żytłowski, twórca radykalnego jidyszyzmu. Wraz z upadkiem wiary Żytłowski opowiadał się za monolingustycznym narodem i kulturą jidysz jako przyszłością miejscowych Żydów, ze starymi tradycjami służącymi jako folklor do wybiórczego przyjęcia. Ani on, ani jego zwolennicy nigdy nie rozmawiali o innych żydowskich grupach etnicznych.
Ahad Ha’am, Berdyczewski, Dubnow i Żytłowski byli tylko nielicznymi z najwybitniejszych żydowskich ideologów sekularystycznych swoich czasów. Setki innych osób, pod wpływem głównych myślicieli i wspierających różne ruchy nacjonalistyczne, działało wśród milionów ludzi w Strefie Osiedlenia, Polsce i sąsiednich regionach.